# The Ellen DeGeneres Show

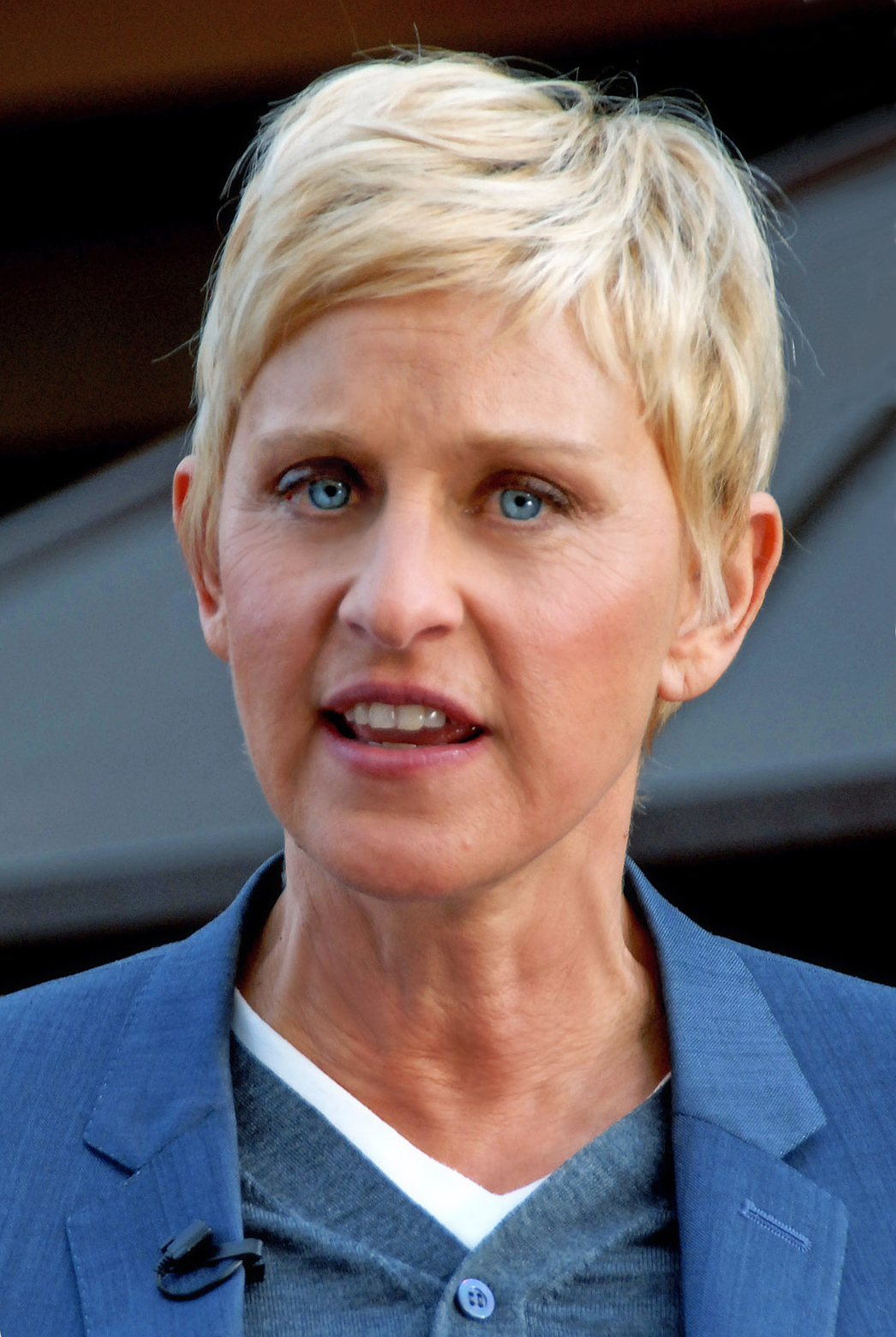
Ellen DeGeneres (2011)

The Ellen DeGeneres Show (oftmals kurz auch nur Ellen) war eine US-amerikanische Talkshow, die von Ellen DeGeneres moderiert wurde. Die Erstausstrahlung erfolgte am 8. September 2003 auf den Sendern von NBC und auf solchen mit Content-Syndication. Im Januar 2016 wurde die Ausstrahlung bis ins Jahr 2020[veraltet] gesichert. Seit Anfang der sechsten Staffel wird Ellen in High Definition Television ausgestrahlt.
Ellen DeGeneres gab bekannt, dass die Show nach der 19. Staffel enden würde. Am 17. März 2022 wurde bekannt gegeben, dass die letzte Sendung am 26. Mai 2022 ausgestrahlt werden soll. Als letzter Gast war Jennifer Aniston zu sehen. Aniston war bereits DeGeneres’ erster Gast.
Eine Ausstrahlung in Deutschland mit englischem Originalton und deutschen Untertiteln erfolgte ab dem 6. Oktober 2013 jeweils Sonntag vormittags mit fünf Episoden in Folge, auf dem Pay-TV-Sender SAT.1 emotions. Inzwischen ist die Ausstrahlung im deutschen Fernsehen eingestellt.

## Konzept
Ellen DeGeneres begann die Show jeweils mit einem Monolog, in dem sie auf humoristische Art und Weise über tagesaktuelle Themen sprach und anschließend zur Musik ihres eigenen DJs durch das Publikum tanzte. Dies war eines der Markenzeichen der Talkshow.
Zum Talk bei Ellen wurden nicht nur prominente Personen eingeladen, sondern auch Durchschnittsbürger, die etwas Besonderes zu berichten hatten, oder Kinder mit besonderen Talenten. Auch das Publikum im Studio und vor dem Fernseher wurde durch Spiele und verschiedene Aktionen (wie z. B. die Aufforderung zur Einsendung von besonders misslungenen Fotos und Videos, Lieblingsrezepten oder besonders bizarren Fundstücken) in die Show einbezogen.

## Produktion und Charakteristika

### Besetzung und Crew
Die ausführenden Produzenten waren Ellen DeGeneres, Mary Connelly, Ed Glavin, Andy Lassner und Jim Paratore. Das Autorenteam wurde von Karen Kilgariff, Karen Anderson, Margaret Smith und Ellen DeGeneres besetzt. Margaret Smith verließ die Besetzung, um sich auf ihre eigenen Projekte zu konzentrieren. Amy Rhodes, eine Autorin für die Talkshow, erschien regelmäßig vor der Kamera während verschiedenen Segmenten.
Regie führten Manny Rodriguez (90 Folgen, 2006–2007), Liz Patrick (30 Folgen, 2004–2010), Peter Fowkes (4 Folgen, 2007), Suzanne Luna (4 Folgen, 2010) und Barry Glazer (3 Folgen, 2006–2007). Zuletzt war Michael Du mich der Regisseur von Ellen.
Anders als die meisten Talkshows, nutzte diese einen DJ für die Musik anstatt einer Band. Anfangs war es DJ Scott K, er verließ aber nach wenigen Wochen die Talkshow. Ihn hatte man durch Tony Okungbowa ersetzt. Da aber seine Schauspielkarriere einen Aufschwung erlebte, verließ auch er die Talkshow und Jon Abrahams ersetzte ihn. Jon Abrahams blieb während einer Staffel.

### Drehorte
Die ersten fünf Staffeln wurden im Studio 11 der NBC Studios in Burbank (Los Angeles County) aufgezeichnet, anschließend wurden sie von Warner Bros. auf Stage 1 ebenfalls in Burbank aufgezeichnet.

### Spezielle Episoden
Diverse Episoden widmeten sich einem speziellen Thema bzw. Format, seien es solche, die sich um Broadway-Shows handeln oder solche, in denen Thanksgiving gefeiert wird und sogar eine ganze Folge, die in einem Flugzeug gedreht wurde. Andere wiederkehrende Themen sind vorgestellte Produkte von Ellens Sponsoren (ähnlich wie Oprah's Favorite Things von The Oprah Winfrey Show) und zahlreiche Meilenstein-Episoden bei der 1000., 1500., Episode usw.

### Internationale Ausstrahlung
Die Talkshow wird fast auf der ganzen Welt syndiziert, wie zum Beispiel in Australien, Brasilien, Chile, Irland, Israel, Kanada, Mexiko, Neuseeland, Norwegen, den Philippinen, Portugal, Rumänien, Schweden, Singapur, Südafrika, dem Vereinigten Königreich sowie der Türkei.

## Rezeption

### Einschaltquoten
Die Talkshow hat im Durchschnitt etwa 2,74 Millionen Zuschauer pro Episode laut den Tagsüber-Einschaltquoten, somit ist es eine der meistgeschauten Sendungen tagsüber neben Live! with Kelly und Dr. Phil.

### Auszeichnungen
- 2011: TV Guide Awards in «Favorite Host».[11]

- 2009: GLAAD Media Awards in «Outstanding Talk Show Episode» für die Episode «Ellen & Portia's Wedding Day».[12]

- 2006: Producers Guild of America Awards in «Television Producer of the Year Award in Variety Television».[11]
- 2005: Producers Guild of America Awards in «Television Producer of the Year Award in Variety Television».[11]

- 2011: Daytime Emmy Award in «Outstanding Achievement in Makeup», «Outstanding Promotional Announcement – Institutional», «Outstanding Special Class Writing» und «Outstanding Talk Show/Entertainment».[13]
- 2010: Daytime Emmy Award in «Outstanding Achievement in Lighting Direction» und «Outstanding Talk Show/Entertainment».[13]
- 2009: Daytime Emmy Award in «Outstanding Achievement in Lighting Direction», «Outstanding Achievement in Technical Direction/Electronic Camera/Video Control», «Outstanding Promotional Announcement – Episodic» und «Outstanding Promotional Announcement – Institutional».[13]
- 2008: Daytime Emmy Award in «Outstanding Achievement in Art Direction/Set Decoration/Scenic Design», «Outstanding Achievement in Live and Direct to Tape Sound Mixing», «Outstanding Directing in a Talk Show/Morning Program» und «Outstanding Talk Show Host».[13]
- 2007: Daytime Emmy Award in «Outstanding Achievement in Art Direction/Set Decoration/Scenic Design», «Outstanding Achievement in Live and Direct to Tape Sound Mixing», «Outstanding Directing in a Talk Show», «Outstanding Special Class Writing», «Outstanding Talk Show» und «Outstanding Talk Show Host».[13]
- 2006: Daytime Emmy Award in «Outstanding Achievement in Live and Direct to Tape Sound Mixing», «Outstanding Achievement in Main Title Design», «Outstanding Directing in a Talk Show», «Outstanding Special Class Writing», «Outstanding Talk Show» und «Outstanding Talk Show Host».[13]
- 2005: Daytime Emmy Award in «Outstanding Achievement in Live and Direct to Tape Sound Mixing», «Outstanding Directing in a Talk Show», «Outstanding Special Class Writing», «Outstanding Talk Show» und «Outstanding Talk Show Host».[13]
- 2004: Daytime Emmy Award in «Outstanding Achievement in Art Direction/Set Decoration/Scenic Design», «Outstanding Achievement in Live and Direct to Tape Sound Mixing», «Outstanding Achievement in Main Title Design» und «Outstanding Talk Show».[13]

## Kritik
Im August 2020 berichteten verschiedene Medien von Vorwürfen über ein „vergiftetes Arbeitsklima“ und sexuelle Belästigung. Mehrere Mitarbeiter gaben zu Protokoll, dass sich u. a. Executive Producer Kevin Leman auf einer Firmenfeier im Jahr 2013 unangemessen verhalten haben soll. Weiter wurde angeführt, dass das von DeGeneres gelebte Motto „Be kind“ (dt.: „Sei nett“) lediglich vor der Kamera stattfinde. Bereits im Vorfeld gab es immer wieder verschiedene Quellen, die davon berichteten, dass DeGeneres „kühl“ wirke. So beschrieb sie u. a. die YouTuberin NikkieTutorials in einem Interview, das nach ihrem Auftritt in der US-Talkshow stattfand. Darüber hinaus gab es Kritik an der Kommunikation seitens DeGeneres, dem Produktionsunternehmen und Warner Bros. im Rahmen der Corona-Beschränkungen. So beklagten Mitarbeiter u. a. Lohnkürzungen während des ersten Lockdowns in den USA im März 2020. DeGeneres entschuldigte sich in einem Brief an die Mitarbeiter, versuchte Kritikpunkte aus dem Weg zu räumen und aufzuklären, drei Mitarbeiter wurden kurz nach dem Bekanntwerden der Belästigungsvorwürfe entlassen.